# Ý hải đảo
Ý hải đảo (tiếng Ý: Italia insulare hoặc chỉ Isole) là một trong năm vùng thống kê chính thức của Ý, được Viện Thống kê Quốc gia Ý (ISTAT) sử dụng, đồng thời là một vùng cấp một của Liên minh châu Âu và là một khu vực bầu cử của Nghị viện châu Âu. Ý hải đảo gồm có hai trong số 20 vùng của Ý: Sardegna và Sicilia.
Ý hải đảo chiếm một phần sáu diện tích đất của Ý, về mặt lãnh thổ, cả Sardegna và Sicilia đều bao gồm một số đảo và quần đảo nhỏ khác. Sicilia là đảo lớn nhất tại Địa Trung Hải (25.708 km²) và thuộc nhóm lớn nhất châu Âu, còn đảo Sardegna chỉ nhỏ hơn một ít (24.090 km²). Các vùng đất thấp nhìn chung bị hạn chế và thường là các dải ven biển hẹp. Ngoại lệ là các đồng bằng Campidano và Nurra tại Sardegna và đồng bằng Catania tại Sicilia, lần lượt trải rộng 1200 km² và 430 km². Phần còn lại chủ yếu là vùng đồi, chiếm 70% lãnh thổ. Trên đảo Sicilia có núi Etna, là núi cao nhất của phần lãnh thổ Ý phía nam dãy Alpes và là núi lửa hoạt động lớn nhất châu Âu. Trên đảo Sardegna có dãy núi Gennargentu.
Dân số Ý hải đảo tổng cộng đạt khoảng trên 6,7 triệu người, có mật độ cư dân ít hơn một nửa trung bình toàn quốc do đảo Sardegna thưa dân, mật độ dân cư trên đảo thuộc vào hàng thấp nhất tại Ý và châu Âu. Sicilia có mật độ dân cư cao hơn năm lần so với Sardegna. Dân số toàn khu vực chỉ chiếm một phần mười dân số toàn quốc, do đó đây là vùng thống kê ít dân nhất của Ý.
| Vùng     | Dân số    |
| -------- | --------- |
| Sicilia  | 5.077.487 |
| Sardegna | 1.656.003 |

Các thành phố có trên 100.000 cư dân.
| Thành phố | Dân số  | Vùng     |
| --------- | ------- | -------- |
| Palermo   | 674,437 | Sicilia  |
| Catania   | 315,136 | Sicilia  |
| Messina   | 245,807 | Sicilia  |
| Cagliari  | 158,560 | Sardegna |
| Sassari   | 135,766 | Sardegna |
| Siracusa  | 125,788 | Sicilia  |

Tỷ lệ thất nghiệp tại Sicilia cao nhất toàn quốc với 11,9%, trong khi tại Sardegna trong giai đoạn 2006-07 lần đầu tiên xuống dưới 10%, ở mức 8,6%, chỉ thấp sau các vùng Molise và Abruzzo tại miền nam. Mức độ kinh doanh thấp tại Sicilia có liên quan đến hoạt động tội phạm có tổ chức tại địa phương, trong khi tại Sardegna nguyên nhân là chi phí hoạt động khá cao (như về giá điện năng, vận chuyển), hơn 20-50% so với các vùng khác do vị trí xa đại lục Ý và thiếu tính liên tục lãnh thổ thích hợp (continuità territoriale): Tình trạng này đã giảm đi tại Sardegna do sự phát triển của công nghệ thông tin và hàng không giá rẻ, và một số luật liên quan đến giá vé và tuyến đường giữa các đảo và đại lục Ý.